# Gmina Qendër Ersekë
Gmina Qendër Ersekë (alb. Komuna Qendër Ersekë) – gmina położona w południowo-wschodniej części Albanii. Administracyjnie należy do okręgu Kolonja w obwodzie Korcza. W 2011 roku populacja gminy wynosiła 2 673 osób, 1 292 kobiety oraz 1 381 mężczyzn, z czego Albańczycy stanowili 80,76% mieszkańców, a Grecy 0,89%. Gmina leży w północnym Pindos.
W skład gminy wchodzi szesnaście miejscowości: Starje, Bejkovë, Psar, Selenicë, Kreshovë, Gostivisht, Lëngëz, Kodras, Borovë, Taç Qendër, Taç i Poshtëm, Taç i Sipërm, Rehovë, Gjonç, Prodan, Kabash.